# Stanisław Tworek

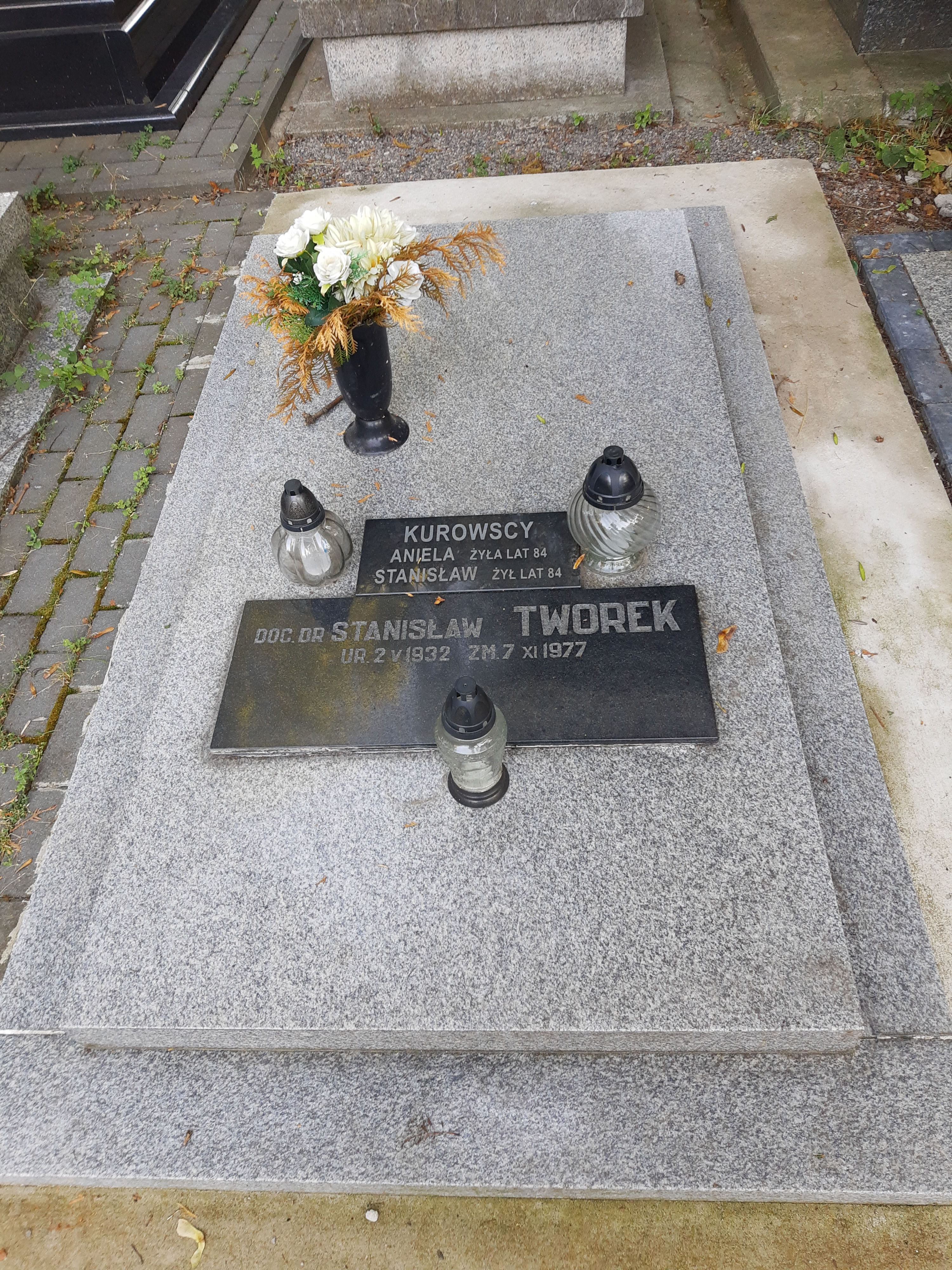
Grób doc. Stanisława Tworka na cmentarzu przy ulicy Lipowej

Stanisław Tworek (ur. 2 maja 1932, zm. 7 listopada 1977) – polski historyk, docent doktor habilitowany, nauczyciel akademicki Instytutu Historii Uniwersytetu Marii Curie-Skłodowskiej w Lublinie, w latach 1975-1977 dyrektor tego Instytutu. W latach 1970–1975 był dziekanem Wydziału Humanistycznego UMCS. Specjalizował się w historii Lubelszczyzny i protestantyzmu polskiego.

## Życiorys
1 września 1953 jeszcze jako student III roku studiów historycznych rozpoczął pracę w Wydziale Humanistycznym UMCS. W latach 1970–1975 był dziekanem tego Wydziału, zaś w latach 1975-1977 dyrektorem Instytutu Historii UMCS. Pochowany w części komunalnej cmentarza przy ul. Lipowej w Lublinie (kwatera P3KF-7-5).

## Wybrane publikacje
- Zbór lubelski i jego rola w ruchu ariańskim w Polsce w latach 1570-1598 = Ljublinskij sbor i ego rol' v arianskom dviženii v Pol'še, Lublin: UMCS, 1958.
- Działalność gospodarcza Pawła Orzechowskiego = Chozjaistvennaja dejatel'nost' Pavla Ožechovskogo, Lublin : UMCS, 1960.
- Z zagadnień organizacji zborów kalwińskich w Małopolsce w XVI-XVII w., Lublin: Wydawnictwo Lubelskie, 1965, 1967.
- Szkolnictwo kalwińskie w Małopolsce i jego związki z innymi ośrodkami w kraju i za granicą w XVI-XVII w., Lublin : Uniwersytet Marii Curie-Słodowskiej, 1966.
- Zbór lubelski i jego rola w ruchu ariańskim w Polsce w XVI-XVII wieku, Lublin: Wydawnictwo Lubelskie, 1966.
- Rola kulturalna Lublina w okresie Rzeczypospolitej szlacheckiej (XV-XVIII), Lublin : Wydaw. Literackie, 1967.
- Inwentarz ksiąg i rzeczy Wojciecha Calissiusa z 1579 roku, red. Maria Stankowa, Stanisław Tworek, Warszawa : Państwowe Wydawnictwo Naukowe, 1968.
- Kontakty alumnów kalwińskich prowincji małopolskiej z ośrodkami zagranicznymi do połowy XVII wieku = Contacts des séminaristes calvinistes de la province de Petite-Pologne avec les centres étrangers jusqu'à la moitié du XVIII-e siêcle, Lublin : Uniwersytet Marii Curie-Skłodowskiej, 1968.
- Raków ośrodkiem radykalizmu ariańskiego : 1569-1572, Kraków : Państwowe Wydawnictwo Naukowe, 1968.
- Zabiegi wokół utworzenia kolegium pro alumnis dla kalwinów małopolskich i litewskich, Lublin: Lubelski Oddział Polskiego Towarzystwa Historycznego, 1968.
- Działalność oświatowo-kulturalna kalwinizmu małopolskiego (połowa XVI - połowa XVIII w.), Lublin: Wydawnictwo Lubelskie, 1970.
- Raków w okresie "Nieustającego Synodu" (1569-1572), Warszawa : Państwowe Wydawnictwo Naukowe, 1971.
- W dobie upadku saskiego (współautorka: Gustawa Hyczko), w: Dzieje Lubelszczyzny : praca zbiorowa. T. 1, Warszawa: Państwowe Wydaw. Naukowe, 1974, ss. 393-439.
- W okresie Odrodzenia i Reformacji : 1569-1648, w: Dzieje Lubelszczyzny : praca zbiorowa. T. 1, Warszawa: Państwowe Wydaw. Naukowe, 1974, s. 241-351.
- W okresie wojen i konfederacji 1648-1696 (współautor: Edward A. Mierzwa), w: Dzieje Lubelszczyzny : praca zbiorowa. T. 1, Warszawa: Państwowe Wydaw. Naukowe, 1974, ss. 353-392.
- Lubartów : z dziejów miasta i regionu, pod red. Stanisława Tworka, Polskie Towarzystwo Historyczne w Lublinie, Stowarzyszenie Miłośników Ziemi Lubartowskiej w Lubartowie, 1977.[2]